# Stefan Storr
Stefan Storr (* 8. Januar 1968 in München) ist ein deutscher Rechtswissenschaftler und Universitätsprofessor. Storr ist seit Oktober 2022 Professor für Öffentliches Recht am Institut für Öffentliches Recht und Politikwissenschaft an der Karl-Franzens-Universität Graz.

## Ausbildung
Stefan Storr wurde am 8. Januar 1968 in München geboren, wo er von 1974 bis 1978 die Grundschule und von 1978 bis 1987 das Klenze-Gymnasium besuchte. Im Juni 1987 schloss er die Schulausbildung mit dem Abitur ab. Im Anschluss daran begann Storr das Studium der Rechtswissenschaften an der Ruprecht-Karls-Universität Heidelberg. 1989 wechselte er zum weiteren Studium an die Ludwig-Maximilians-Universität München, wo er schließlich im Februar 1992 das Erste juristische Staatsexamen ablegte. Anschließend wurde Stefan Storr im April 1992 wissenschaftlicher Mitarbeiter am Lehrstuhl für Staats- und Verwaltungsrecht, Europarecht, Öffentliches Wirtschafts- und Umweltrecht der Friedrich-Schiller-Universität Jena. Ebenfalls in Jena wurde Storr im Dezember 1994 zum Doktor der Rechte (Dr. iur.) promoviert. Parallel dazu absolvierte er von November 1993 bis Dezember 1995 das Rechtsreferendariat am Landgericht Gera und legte abschließend das Zweite juristische Staatsexamen ab.
Von 1996 bis 2001 war er in der Folge als wissenschaftlicher Assistent an der Friedrich-Schiller-Universität Jena beschäftigt, wo er im April 2001 schließlich habilitiert wurde und damit die Lehrberechtigung (venia legendi) für Staats- und Verwaltungsrecht, Finanzverfassungsrecht und Europarecht erhielt.

## Beruflicher Werdegang
Ab Oktober 2001 übernahm Stefan Storr erstmals die Vertretung eben jenes Lehrstuhls, an dem er bislang als wissenschaftlicher Assistent tätig war: Er wurde Vertreter des Lehrstuhls für Staats- und Verwaltungsrecht, Europarecht, Öffentliches Wirtschafts- und Umweltrecht der Friedrich-Schiller-Universität Jena. Parallel dazu nahm er ebenfalls im Oktober 2001 einen Lehrauftrag an der Martin-Luther-Universität Halle-Wittenberg an. Von November 2002 bis März 2003 war Stefan Storr als Rechtsanwalt in Leipzig tätig, ehe er ins akademische Umfeld zurückkehrte und im April 2003 die Vertretung des Lehrstuhls für Öffentliches Recht, insbesondere Deutsches und Bayerisches Staats- und Verwaltungsrecht sowie Öffentliches Sozialrecht an der Ludwig-Maximilians-Universität München übernahm.
Ab April 2004 nahm Stefan Storr einen Lehrauftrag an der Universität Bayreuth wahr, gleichzeitig wurde er an der Technischen Universität Dresden zur Vertretung des Lehrstuhls für Öffentliches Recht, insbesondere Verwaltungsrecht sowie Verwaltungswissenschaften und Rechtsvergleichung berufen. Ein Jahr später wechselte er auf die Lehrstuhlvertretung für Öffentliches Recht, insbesondere Staatsrecht, Umwelt- und Wirtschaftsrecht an derselben Universität. Im Mai 2007 verlieh die TU Dresden den Titel „außerplanmäßiger Professor“ an Stefan Storr.
Im Februar 2008 nahm Stefan Storr schließlich einen Ruf auf eine ordentliche Professur an der Karl-Franzens-Universität Graz an. Er wurde in der österreichischen Stadt zum Universitätsprofessor für Öffentliches Recht und Wirtschaftsrecht berufen. Daneben nahm Storr noch einen Lehrauftrag an der TU Dresden sowie bei zwei Gelegenheiten eine Stellung als Gastprofessor an der School of Law der US-amerikanischen Rutgers University. Von Oktober 2010 bis Oktober 2011 war Storr an der Universität Graz Leiter des Instituts für Österreichisches, Europäisches und Vergleichendes Öffentliches Recht, Politikwissenschaft und Verwaltungslehre, von Oktober 2011 bis September 2016 Vizedekan und Forschungsdekan der Rechtswissenschaftlichen Fakultät und schließlich ab Oktober 2016 Dekan der Rechtswissenschaftlichen Fakultät der Universität Graz.
Im Jahr 2018 verließ Stefan Storr als amtierender Dekan die Universität Graz, um ab Oktober 2018 einen Ruf auf die Professur für Öffentliches Recht am Institut für Österreichisches und Europäisches Öffentliches Recht der Wirtschaftsuniversität Wien anzunehmen.
Mit Oktober 2022 nahm Stefan Storr erneut einen Ruf auf eine Professur für Öffentliches Recht an das Institut für Öffentliches Recht und Politikwissenschaft an die Karl-Franzens-Universität Graz an.